# ماه خونین (فیلم ۱۹۸۱)
ماه خونین (انگلیسی: Bloody Moon) که با نام ارهٔ مرگ هم شناخته می‌شود، یک فیلم اسلشر به کارگردانی خسوس فرانکو است که در سال ۱۹۸۱ منتشر شد. از بازیگران آن می‌توان به اولیویا پاسکال اشاره کرد.